# Фёдор Стратилат (фрегат)
«Фёдор Стратилат» — парусный фрегат Черноморского флота Российской империи, находившийся в составе флота с 1790 по 1798 год, один из фрегатов типа «Пётр Апостол», которые в разное время числились в качестве кораблей, линейных фрегатов и фрегатов, участник русско-турецкой войны 1787—1791 годов. Во время несения службы принимал участие в морском сражении при Калиакрии, помимо этого участвовал в практических и крейсерских плаваниях эскадр флота в Чёрном море. Затонул 13 (24) октября 1798 года во время сильного шторма в гирле Дуная, при крушении погибло 269 человек команды, включая капитана.

## Строительство и конструкция
Парусный деревянный фрегат, один из шести фрегатов типа «Пётр Апостол», строившихся на верфи в Рогожских хуторах с 1787 по 1791 год. Длина судна составляла 46,3 метра, ширина — 13,1 метра, а осадка 4 метра. Вооружение судна в разное время состояло от 44 до 46 орудий, а численность экипажа могла составлять от 322 до 404 человек.
В связи с тем, что фрегаты могли действовать в одной боевой колонне с кораблями, по указу князя Г. А. Потемкина вся серия с 1788 года числилась в качестве 40- и 50-пушечных кораблей или линейных фрегатов. Однако после того, как в составе Черноморского флота появилось достаточное количество 66- и 80-пушечных кораблей были переведены в ранг фрегатов.
Фрегат был назван в память о святом Феодоре Стратилате, воине и змееборце, который наряду с Феодором Тироном почитается в православии как покровитель воинства Византийской империи, а позднее как покровитель христианского воинства вообще. Также в составе Балтийского флота несли службу галера 1704 года постройки и полугалера 1711 года постройки, носившие наименование «Святой Фёдор Стратилат».

## История службы
Фрегат «Фёдор Стратилат» был заложен в конце 1788 года на верфи в Рогожских хуторах на берегу одного из рукавов дельты Дона реке Кутюрме и после спуска на воду 9 (20) апреля 1790 года вошёл в состав Черноморского флота России. Строительство вели кораблестроители М. Иванов и А. С. Катасанов. Судостроительная деятельность А. С. Катасанова  была высоко оценена князем Г. А. Потемкиным. В своем письме Екатерине Второй в апреле 1789 года он так характеризовал его «…одним словом, из всех один мастер корабельный — честный человек» и предлагал «...подполковника и мастера корабельного Катасанова достойного за труды свои награждения чином полковничьим».
Принимал участие в русско-турецкой войне 1787—1791 годов. 1 (12) октября 1790 года совершил переход из Таганрога в Севастополь, после чего с 16 (27) октября по 14 (25) ноября находился в составе эскадры контр-адмирала Ф. Ф. Ушакова, которая обеспечивала переход гребной флотилии из Днепровского лимана в устье Дуная. В кампанию 1791 года вошёл в состав эскадры, которая 10 (21) июля вышла в море на поиск турецкого флота и, обнаружив 11 (22) июля у Балаклавы неприятельские суда, преследовала их до 15 (26) июля, принуждая к бою, однако турецкая эскадра уклонялась от боя, а в ночь на 16 (27) июля ей удалось оторваться от преследования. 19 (30) июля вместе с другими кораблями эскадры «Фёдор Стратилат» вернулся в Севастополь, а 29 июля (9 августа) вновь вышел в плавание к румелийскому берегу в составе эскадры. 
31 июля (11 августа) того же года фрегат участвовал в сражении у мыса Калиакра. Во время сражения шёл в авангарде и атаковал головные турецкие корабли. После сражения ушёл в крейсерское плавание в район Варны, а 20 (31) августа в составе эскадры вернулся в Севастополь. За отличия в сражении у мыса Калиакрия командир фрегата капитан 1-го ранга И. А. Селивачев был награжден орденом Святого Георгия IV степени. В кампанию 1794 года в составе кораблей Черноморского флота принимал участие в практическом плавании в Чёрном море. В кампанию 1796 года также выходил в плавание в Чёрное море. С мая по октябрь 1797 года в составе эскадры находился в крейсерском плавании у южных берегов Крыма между мысом Херсонес и Керченским проливом.

### Гибель
24 сентября (5 октября) 1798 года «Фёдор Стратилат» вновь вышел из Севастополя в крейсерство у берегов Крыма в составе резервной эскадры контр-адмирала И. Т. Овцына. 11 (22) октября в районе Балаклавы эскадра попала в сильный шторм и её корабли получили сильные повреждения. На «Фёдоре Стратилате» открылись течи и вместе с однотипным фрегатом «Царь Константин» он был отнесён к западу. Вечером того же дня фрегат встал на якоря к западу от Тархан-кута, после повышения уровня воды канаты были обрублены и фрегат начало относить к устью Дуная. Во время дрейфа экипажу удалось выбросить за борт часть «тяжестей» и провести ряд работ, в результате которых удалось уменьшить течь и стать на якорь уже ближе к берегу. Вечером 13 (24) октября вода вновь поднялась и фрегат вновь начало относить к берегу. Экипажу удалось в очередной раз поставить его на якоря на мелководье к югу от Сулинского гирла Дуная, однако рангоут корабля был полностью уничтожен и с палубы волнением было смыто большое количество членов экипажа. В сложившейся ситуации командир фрегата приказал «спасаться кто как может» и через 4 часа на месте крушения остались только обломки фрегата. Спастись удалось штурману Пупченскому, констапелю Жибоедову и 121 из нижних чинов экипажа. В то же время во время кораблекрушения погибли командир фрегата капитан-лейтенант Лев Фабрицын, лейтенанты Пётр де Фабр и Пётр Тулубьев, мичманы Степан Тригонети, Константин Бутович и Фёдор Сусликов, батальонный капитан Иван Соколов, судовой врач Алексей Орефьев, шкипер Пётр Каменский, комиссар Иван Ратков и судовой клерк Фёдор Гаврилов, а также 258 нижних чинов из экипажа судна и 30 солдат морского полка.
Первую помощь выброшенным на берег членам экипажа оказывал некрасовский казак Иван Иванов, который разместил на берегу большое количество огней, которые способствовали спасению терпевших бедствие моряков. В то же время собравшиеся представители местного турецкого населения принимали участие в грабеже выбрасываемого на берег судового имущества. Всех выбравшихся на берег моряков удалось переправить сначала в Аккерман, а потом в Овидиополь. Однотипный флагманский фрегат «Царь Константин» также затонул. Во время его крушения погибли младший флагман флота контр-адмирал Иван Овцын, 21 офицер и 377 нижних чинов из экипажа фрегата, а также 34 солдата морского полка.

## Командиры фрегата
Командирами фрегата «Фёдор Стратилат» служили:
- капитан 2-го ранга, а с 30 сентября (11 октября) 1790 года капитан 1-го ранга И. А. Селивачев (1790—1791 годы)[13];
- капитан-лейтенант А. А. Сорокин (1794—1795 годы)[23];
- капитан 2-го ранга И. С. Поскочин (1796—1797 годы)[24];
- капитан-лейтенант Л. Фабрицын (1798 год)[25].